# Wyre (borough)
Wyre è un distretto con status di borough del Lancashire, Inghilterra, Regno Unito, con sede a Poulton-le-Fylde.
Il distretto fu creato con il Local Government Act 1972, il 1º aprile 1974 dalla fusione del municipal borough di Fleetwood con i distretti urbani di Poulton-le-Fylde, Preesall e Thornton-Cleveleys e col distretto rurale di Garstang.

## Parrocchie civili
Le parrocchie, che non coprono l'area del capoluogo, Fleetwood e Thornton Cleveleys, sono:
- Barnacre-with-Bonds
- Bleasdale
- Cabus
- Catterall
- Claughton-on-Brock
- Forton
- Garstang (città)
- Great Eccleston
- Hambleton
- Inskip-with-Sowerby
- Kirkland
- Myerscough and Bilsborrow
- Nateby
- Nether Wyresdale
- Out Rawcliffe
- Pilling
- Preesall (città)
- Stalmine-with-Staynall
- Upper Rawcliffe with Tarnacre
- Winmarleigh